# La Higuera (Córdoba)
La Higuera es una localidad argentina ubicada en el departamento Cruz del Eje de la provincia de Córdoba. Se encuentra sobre la ruta provincial 15, 1 km al este del río Pichanas.
El pueblo tiene su origen en el traslado forzoso efectuado por Juan Álvarez Astudillo de individuos comechingones. En la zona se encuentran numerosas muestras de dicha civilización, como pictografías, petroglifos, morteros, puntas de lanzas y flechas. En 1879 sobre las ruinas de un templo católico anterior se erigió la capilla de Nuestra Señora del Rosario. Sus pobladores decretaron como fecha de fundación el 1º de agosto, día de la Pachamama, como una forma de celebrar las raíces prehispánicas de la villa.

## Población
Cuenta con 629 habitantes (Indec, 2022), lo que representa un incremento del 36% frente a los 404 habitantes (Indec, 2010) del censo anterior.
| Gráfica de evolución demográfica de La Higuera entre 1991 y 2022 |
|                                                                  |
| Fuente: Censos nacionales del INDEC                              |

## Sismicidad
La sismicidad de la región de Córdoba es frecuente y de intensidad baja, y un silencio sísmico de terremotos medios a graves cada 30 años en áreas aleatorias. Sus últimas expresiones se produjeron:
- 22 de septiembre de 1908 (116 años), a las 17.00 UTC-3, con 6,5 Richter, escala de Mercalli VII; ubicación 30°30′0″S 64°30′0″O / -30.50000, -64.50000; profundidad: 100 km; produjo daños en Deán Funes, Cruz del Eje y Soto, provincia de Córdoba, y en el sur de las provincias de Santiago del Estero, La Rioja y Catamarca[5]

- 16 de enero de 1947 (78 años), a las 2.37 UTC-3, con una magnitud aproximadamente de 5,5 en la escala de Richter (terremoto de Córdoba de 1947)[4]

- 28 de marzo de 1955 (70 años), a las 6.20 UTC-3 con 6,9 Richter: además de la gravedad física del fenómeno se unió el desconocimiento absoluto de la población a estos eventos recurrentes (terremoto de Villa Giardino de 1955)

- 7 de septiembre de 2004 (20 años), a las 8.53 UTC-3 con 4,1 Richter

- 25 de diciembre de 2009 (15 años), a las 21.42 UTC-3 con 4,0 Richter